# 萨赖德拉
萨赖德拉（Saraidhela），是印度贾坎德邦丹巴德县的一个城镇。总人口24183（2001年）。

## 人口
该地2001年总人口24183人，其中男性12755人，女性11428人；0—6岁人口2524人，其中男1357人，女1167人；识字率78.20%，其中男性为83.76%，女性为71.99%。